# From North Nine States
『From North Nine States』（フロム・ノース・ナイン・ステイツ）は、2001年6月13日にリリースされた、175Rのインディーズデビューシングル。

## 概要
- 収録曲の歌詞は、英語詞で構成されている。

## 収録曲
1. Freedom
2. everyday
3. Change my world
4. P.R.P.
このシングルの収録曲の中では、唯一歌詞に日本語が使用されている。

## 収録作品・カバー
| 発売日         | タイトル                                       | 規格品番            |
| -------------- | ---------------------------------------------- | ------------------- |
| 2003年04月16日 | シングル『空に唄えば』(#1[-和気愛愛 version-]) | TOCT-4473           |
| 2003年12月10日 | VHS/DVD『LIVE! LIVE! LIFE?』(#1)               | TOVF-1410 TOBF-5279 |
| 2004年01月28日 | DVD『CLIPS+』(#1)                              | TOBF-5297           |